# 云南蕊木
云南蕊木（学名：Kopsia arborea）为夹竹桃科蕊木属的植物。分布于中国大陆的云南等地，生长于海拔500米至800米的地区，多生长在山地疏林中及山地路旁。

## 别名
梅桂、马蒙加锁（傣语）